# Sareth Krya
Sareth Krya (en camboyano: សារ៉េត គ្រីយ៉ា; Kandal, Camboya; 3 de marzo de 1996) es un futbolista de Camboya que juega en las posiciones de defensa central y lateral derecho con el Svay Rieng FC de la Liga C desde el año 2013.

## Carrera

### Club
| Periodo | Club          |
| ------- | ------------- |
| 2013-   | Svay Rieng FC |

### Selección nacional
A nivel de selecciones nacionales jugó para Camboya en la categoría sub-23. Debutó con Camboya el 9 de noviembre de 2017 en la derrota por 1-2 ante Birmania en un partido amistoso en Nom Pen, y su primer gol internacional lo anotó el 23 de diciembre de 2022 en la derrota por 1-2 ante Indonesia en Yakarta por el Campeonato de la AFF 2022.

## Logros
- Liga C (4): 2013, 2019, 2023/24, 2024/25
- Copa Hun Sen (3): 2015, 2017, 2023/24